# Chelicerca paraisoa
Chelicerca paraisoa is een insectensoort uit de familie Anisembiidae, die tot de orde webspinners (Embioptera) behoort. De soort komt voor in Costa Rica.
Chelicerca paraisoa is voor het eerst wetenschappelijk beschreven door Ross in 2003.